# 16718 Morikawa
16718 Morikawa este un asteroid din centura principală de asteroizi.

## Descriere
16718 Morikawa este un asteroid din centura principală de asteroizi. A fost descoperit pe 30 octombrie 1995 la Kitami de Kin Endate și Kazuro Watanabe. Asteroidul prezintă o orbită caracterizată de o semiaxă mare de 3,06 ua, o excentricitate de 0,09 și o înclinație de 4,4° în raport cu ecliptica.